# Pichi üñëm
Pichi üñëm, officiellement (702) Alauda I Pichi üñëm, désignation provisoire S/2007 (702) 1, est un astéroïde de la ceinture principale, satellite de (702) Alauda.

## Découverte
Ce satellite fut découvert par Patricio Rojo et Jean-Luc Margot le 26 juillet 2007 à partir d'observations réalisées en imagerie avec optique adaptative au Very Large Telescope (VLT), télescope de 8 mètres de l'Observatoire européen austral (ESO) installé sur le cerro Paranal au Chili. La découverte fut annoncée le 2 août suivant.

## Désignation
À la suite de sa découverte, l'objet reçut la désignation provisoire S/2007 (702) 1. Sa désignation permanente (702) Alauda I Pichi üñëm, lui fut attribuée le 12 octobre 2011. « Pichi üñëm », qui s'écrit « Pichi üñüm » dans l'orthographe moderne et se prononce [ˈpitʃi ˠɨˈɲəm], signifie « petit oiseau » en mapuche. Ce nom fait allusion à la fois à son primaire, Alauda, qui désigne également un genre de passereaux, et au Chili, pays où le satellite a été découvert et où est parlée la langue mapuche.

## Caractéristiques orbitales
Pichi üñëm orbite à 900 kilomètres d'Alauda,.

## Caractéristiques physiques
Pichi üñëm a un diamètre de 5,5 kilomètres,.